# 야쿠자

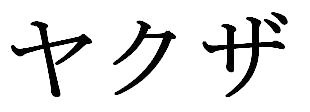

야쿠자(일본어: ヤクザ, やくざ 문화어: 야꾸자)는 일본의 범죄조직을 일컫는 말이다. 대규모로 조직된 폭력 단체이지만, 겉으로는 토건 및 금융 업체로 위장하고 있으며, 각 집단의 명칭으로 '~구미(組)' 와 '~카이(會)'라는 용어를 사용한다. 정계 및 재계와의 커넥션이 각종 매체를 통해 부각되고 있다. 

## 정부 정의
일본 정부는 ‘폭력단원에의한부당한행위의방지등에관한법률’(헤이세이 3년 법률 제77호)을 통해 이들을 ‘폭력단’으로 칭하고 있는데, 법 제2조 2항에서는 ‘그 단체의 구성원이 집단적 또는 상습적으로 폭력적인 불법 행위 등을 하거나 조장할 우려가 있는 단체’로 정의하고 있다.

## 명칭
대다수의 야쿠자는 폭력조직으로 불리기를 꺼리며, 특히 자칭으로는 고쿠도(極道), 교카쿠(俠客)으로 부른다.
야쿠자를 일컫는 은어로는 '야상(ヤ-さん)', '야쿠(ヤ-公), '야노쓰쿠히토(ヤのつく人, 야字가 붙는 사람), '얏찬(ヤっちゃん)', '야노쓰쿠지유교(야字가 붙는 자영업자)', '소노스지노히토(그 계통의 사람)', '스지몽(筋者)', '893' '가라후루상(カラフルさん, 컬러풀한 분)' 등이 있다. 또 주로 경찰에서 사용하는 '마루보(マルボウ)' 등이 있다. 또 특정 폭력단에 알파벳으로 내부분류 코드를 붙여 '마루B', '마루G' 등으로 부르기도 한다.
야쿠자를 드러내는 동작으로는 뺨을 손가락으로 비스듬히 문질러, 얼굴에 상처가 있는 사람을 가리킨다.

## 역사
일본의 야쿠자는 본래 '바쿠도(博徒, 도박 집단)'와 데키야(的屋, 행상인)라는 두 개의 기원을 가진다.
바쿠도의 기원은 헤이안 시대로, 임협의 무리인 협객(俠客)의 기원은 무로마치 시대로 '도세이닌(渡世人)'으로도 불렀다. 데키야는 야시(香具師, 혹은 가쿠시라고도 발음함)라고도 부른다.
에도 시대, 도박은 중범죄로서 엄하게 다루어졌는데, 에도 중기 이후에는 상습적으로 도박을 행하는 도박집단이 나타나 현대에 이르고 있다. 에도의 야쿠자와 교토·오사카 등의 '가미가타(上方)'라는 야쿠자는 구별된다.
한편, 데키야는 '히닌(非人, 천민)' 신분으로 구성되며, 에도시대에는 절과 신사의 경내 등에서 도박판을 벌여 수입을 얻었는데, 이를 데라제니(テラ錢)라고 한다. 도시뿐만이 아니라 지방에서도 존재한다. 근래에 이르러서도 사회 구조 밖에 있는 사람들이다.

## 어의
'야쿠자'라는 말의 어원은 확실하지 않지만, 도박용어가 어원이라는 게 통설이다. 화투 놀이 중 하나인 산마이(三枚, 혹은 오이초카부おいちょかぶ)라는 도박은 3장의 패를 뽑아 합계치의 1자리 수의 대소를 겨룬다. 8·9의 눈이 나오면 합계가 17, 1자리 수가 7이 되므로 상식적인 사람은 여기서 또 한 장 뽑는 일이 없지만, 사행심이 강한 몰상식한 무리들은 여기서 다시 한 장을 뽑는다. 최악의 경우 결국 3을 뽑아 1자리 수가 0(8+9+3=20)이 되고 만다. 이와 같은 행동 패턴이나 인생 설계가 야쿠자가 사는 모습을 상징적으로 나타내므로 일본어로 '893'을 읽어서 '야쿠자'라고 하고, 이를 '쓸모없는 자'라는 의미로 도박집단을 가리키게 되었다는 것이다.
혹은 가부키 배우인 '야쿠샤(役者)'의 화려한 겉모습을 흉내낸 무법자를 뜻하는 가부키모노(傾き者)를 가리켜 '야쿠샤노요우나(役者のような)'라고 부른데서 야쿠샤가 변하여 '야쿠자'가 되었다는 설, '야쿠자레(役戱れ, 연극 흉내)'에서 전래되었다는 설, '야쿠사무모노(やくさむ者)'에서 유래했다는 설, 또는 예전에 다툼을 중재했던 자를 '야쿠자(役座)'라고 부른 데서 유래했다는 설도 있다. 그리고 유교에서 숫자 8·9·3이 악수(惡數, 재수 없는 수)였던 데서 유래했다는 추측도 있다.
혹은 도박 집단을 구성하는 산야쿠(三役, 貸元·若頭·舍弟頭)를 부르는 은어였다고도 한다.

## 조직

### '구미(組)'라는 명칭
1884년의 '오카리코미(大刈込み, 도박범 처분규칙에 의해 도박꾼들은 재판 없이 10년의 징역을 강제로 받게 하였다)'에 대한 대책으로 도박 집단의 대부분은 토목건축 청부의 간판을 들고 '구미(組, 전통적으로 건축업체 명칭에 사용)'라는 이름을 달았다. 이 이전에는 도박판 건물 이름을 사용하였다. 일가의 명칭을 붙인 것은 확실치는 않으나 메이지·다이쇼 시기에 많이 사용되었다. 데키야의 영향으로 추측되는데 명확치는 않으나 일본 내무성 관련부서에서 붙였을 가능성도 있다. 그로 인해 메이지 시대의 《동해유협전》(東海遊俠傳)에서는 협객 시미즈노 지로초(淸水 次郞長)를 중국말로 '따거(大哥)'라고 부르고 있는데, 이는 일본어로 두목(親分)이라기보다는 형님(兄貴)에 가깝다.

## 같이 보기
- 고쿠센
- 부라쿠민
- 겐요샤(현양사)
- 흑룡회
- 야마구치구미
- 일본의 우익 단체
- 항쟁사건(일본어판)
  - 야마이치 항쟁(일본어판)
- 오키나와현의 폭력단(일본어판)
- 마피아
- 이치와카이(ja:一和会, 일화회)
- 넷 우익
- 재일 특권을 용납하지 않는 시민 모임(재특회)
- 폭주족
  - 관동연합(일본어판)
- 삼합회
  - 죽련방
- 메데인 카르텔